# Vedran Vrhovac
Vedran Vrhovac (Vitez, 20 novembre 1998) è un calciatore bosniaco, centrocampista del Kalsdorf.

## Carriera
Cresciuto nel settore giovanile del NK Vitez, ha esordito in prima squadra il 27 agosto 2016 disputando l'incontro di Premijer Liga perso 2-1 contro lo Zrinjski Mostar.

## Statistiche

### Presenze e reti nei club
Statistiche aggiornate al 27 novembre 2021.
| Stagione            | Squadra             | Campionato          | Campionato | Campionato | Coppe nazionali | Coppe nazionali | Coppe nazionali | Coppe continentali | Coppe continentali | Coppe continentali | Altre coppe | Altre coppe | Altre coppe | Totale | Totale |
| Stagione            | Squadra             | Comp                | Pres       | Reti       | Comp            | Pres            | Reti            | Comp               | Pres               | Reti               | Comp        | Pres        | Reti        | Pres   | Reti   |
| ------------------- | ------------------- | ------------------- | ---------- | ---------- | --------------- | --------------- | --------------- | ------------------ | ------------------ | ------------------ | ----------- | ----------- | ----------- | ------ | ------ |
| 2016-2017           | NK Vitez            | PL                  | 16         | 0          | CB              | 1               | 0               |                    | -                  | -                  |             | -           | -           | 17     | 0      |
| 2017-feb. 2018      | Novigrad            | 2.HNL               | 10         | 0          | CC              | 3               | 0               |                    | -                  | -                  |             | -           | -           | 13     | 0      |
| feb.-mag. 2018      | NK Vitez            | PL                  | 12         | 0          |                 | -               | -               |                    | -                  | -                  |             | -           | -           | 12     | 0      |
| 2018-2019           | Čelik Zenica        | PL                  | 24         | 1          | CB              | 1               | 0               |                    | -                  | -                  |             | -           | -           | 25     | 1      |
| 2019-2020           | Čelik Zenica        | PL                  | 20         | 1          | CB              | 0               | 0               |                    | -                  | -                  |             | -           | -           | 20     | 1      |
| Totale Čelik Zenica | Totale Čelik Zenica | Totale Čelik Zenica | 44         | 2          |                 | 1               | 0               |                    | -                  | -                  |             | -           | -           | 45     | 2      |
| 2020-2021           | Željezničar         | PL                  | 9          | 0          | CB              | 3               | 1               | UEL                | 0                  | 0                  |             | -           | -           | 12     | 1      |
| 2021-2022           | Željezničar         | PL                  | 17         | 2          | CB              | 2               | 0               |                    | -                  | -                  |             | -           | -           | 19     | 2      |
| Totale Željezničar  | Totale Željezničar  | Totale Željezničar  | 26         | 2          |                 | 5               | 1               |                    | 0                  | 0                  |             | -           | -           | 31     | 3      |
| Totale carriera     | Totale carriera     | Totale carriera     | 108        | 4          |                 | 10              | 1               |                    | 0                  | 0                  |             | -           | -           | 118    | 5      |